# منتخب أستراليا لكرة اليد
منتخب أستراليا لكرة اليد هو الممثل الرسمي لأستراليا في منافسات كرة اليد للرجال.

## سجل النتائج فيبطولة العالم لكرة اليد للرجال
| - مصر 1999 : 24 - البرتغال 2003 : 21 - تونس 2005 : 24 - ألمانيا 2007 : 24 - كرواتيا 2009 : 24 |

## روابط إضافية
- The national handball team